# Євній Муммол
Євній Муммол (лат. Eunius Mummolus; д/н — 585) — державний та військовий діяч Франкської держави.

## Життєпис
Походив зі знатного галло-римського роду. Син Пеонія, графа Оксера. При народженні отримав ім'я Євній. Батько 561 року надав синові кошти, щоб отримати від бургундського короля Гунтрамна, своє підтвердження як графа Оксера. Але Євній використав надані кошти задля власної користі, домігшись посади коміта.
Його швидкій кар'єрі сприяли звитяжні дії під час вторгнення лангобардів до Провансу 569 року. Тоді загинув патрикій Амат. Евній Муммол призначається на посаду патрикія Арльського Провансу. Спочатку завдав поразки лангобардським дуксам у битві при Ембруні. За цим переміг та змусив відступити до Італії саксів, союзників лангобардів.
Слідом за цим рушив на допомогу Сігіберту I, королю Австразії, проти Хільперіка I, короля Нейстрії. Євній Муммол вигнав з Тура Хлодвіга — сина Хільперіка — та примусив народ принести присягу Сігібертові. Далі знищив військо мешканців Пуатьє на чолі з Базилієм та Сігарієм, повернувши місто королю Австразії.
У 576 році виступив проти герцога Дезідерія, що був на службі у Хільперіка I, який вдерся на південь до Рони. Внаслідок битви поблизу Ліможа Муммол розгромив Дезідерія. При цьому останній втратив 24 тисячі воїнів, тоді як Євній — лише 5 тисяч.
582 року спочатку підтримав повстання Гунтрама Бозона і Гундовальда проти короля Гунтрамна, але зрештою відійшов від повстанців. Тоді Гунтрамн Бозон, бажаючи заслужити милість Гунтрамна, взяв в облогу Муммола, що перебував в Авійньйоні, оголосивши того зрадником. На допомогу Євнію прийшли війська Хільдеберта II. Останній надав Муммолу титул герцога.
В подальшому набув фактичну автономію в Марсельському Провансі. 584 року прийняв в Авіньйоні Гундоальда, який оголосив себе королем. Невдовзі на бік останнього перейшов Дезидерій, колишній суперник Муммола. Останній зумів встановити владу над усім Провансом. Гундоальд підтвердив його титул герцога. Євній спільно з Дезидерієм допомогли Гундоальду захопити практичнно усе королівство Аквітанське. Невдовзі Муммол, поспішаючи доставити своєму Гундоальду видатну реліквію — великий палець Св. Сергія, поводився з кісткою святого неакуратно, і вона розсипалася на порох.
Втім вже того ж 585 року проти Гундоальда спільно виступили королі Хільдеберт II, Гунтрамн й Хільперік I, які взяли Гундоальда та Муммола в облогу у місті Комменж. Муммол зі спільниками видали Гундоальда, якого стратили. Але невдовзі було схоплено самого Муммола й також страчено.